# Now and Then (chanson des Beatles)
Pour les articles homonymes, voir Now and Then.
Singles de The Beatles
Real Love / Baby's in Black
(1996)
Clip vidéo
[vidéo] « The Beatles - Now And Then (Official Music Video) », sur YouTube
Now and Then (De temps à autre, en anglais) est l'ébauche d'une chanson composée et enregistrée par John Lennon en 1977 et finalisée, quarante-six ans plus tard à titre posthume, en tant que « dernière chanson des Beatles ». En 1995, cette démo, avec voix et piano, avait été envisagée comme point de départ de la piste d'ouverture pour un des albums Anthology. Entamée durant ces séances mais rapidement abandonnée, elle est achevée en 2023 par Paul McCartney et Ringo Starr, et sortie en single en utilisant un algorithme de séparation des sons à l'aide de l'intelligence artificielle. Elle est ensuite intégrée à une réédition de leur album compilation The Beatles 1967–1970. La chanson se voit attribuer le Grammy Award de la meilleure prestation rock en 2025.
Le vidéoclip est réalisé par Peter Jackson qui utilise la toute dernière technologie disponible pour intégrer des images d'archives à des séquences nouvellement tournées. Un court documentaire sur la production de la chanson est aussi mis en ligne.

## Historique
En 1994, lors de la préparation du projet Anthology, la veuve de John Lennon, Yoko Ono, offre à Paul McCartney, George Harrison et Ringo Starr quatre enregistrements de démonstration de son mari assassiné en 1980. Free as a Bird et Real Love sont finalisés par le groupe, dans le studio Hogg Hill Mill (en) de McCartney, à Icklesham dans le Sussex, et placés respectivement sur Anthology 1 et 2. Cependant, comme elle n'était pas inédite, ayant été incluse en 1984 dans l'album posthume de Lennon Milk and Honey, la chanson Grow Old with Me (en) est rejetée pour ce projet,,. Le quatrième titre, Now and Then (aussi connu sous le nom I Miss You), est enregistré en 1977,,, effectué par Lennon avec un boombox, à son domicile du Dakota face au Central Park de New York.

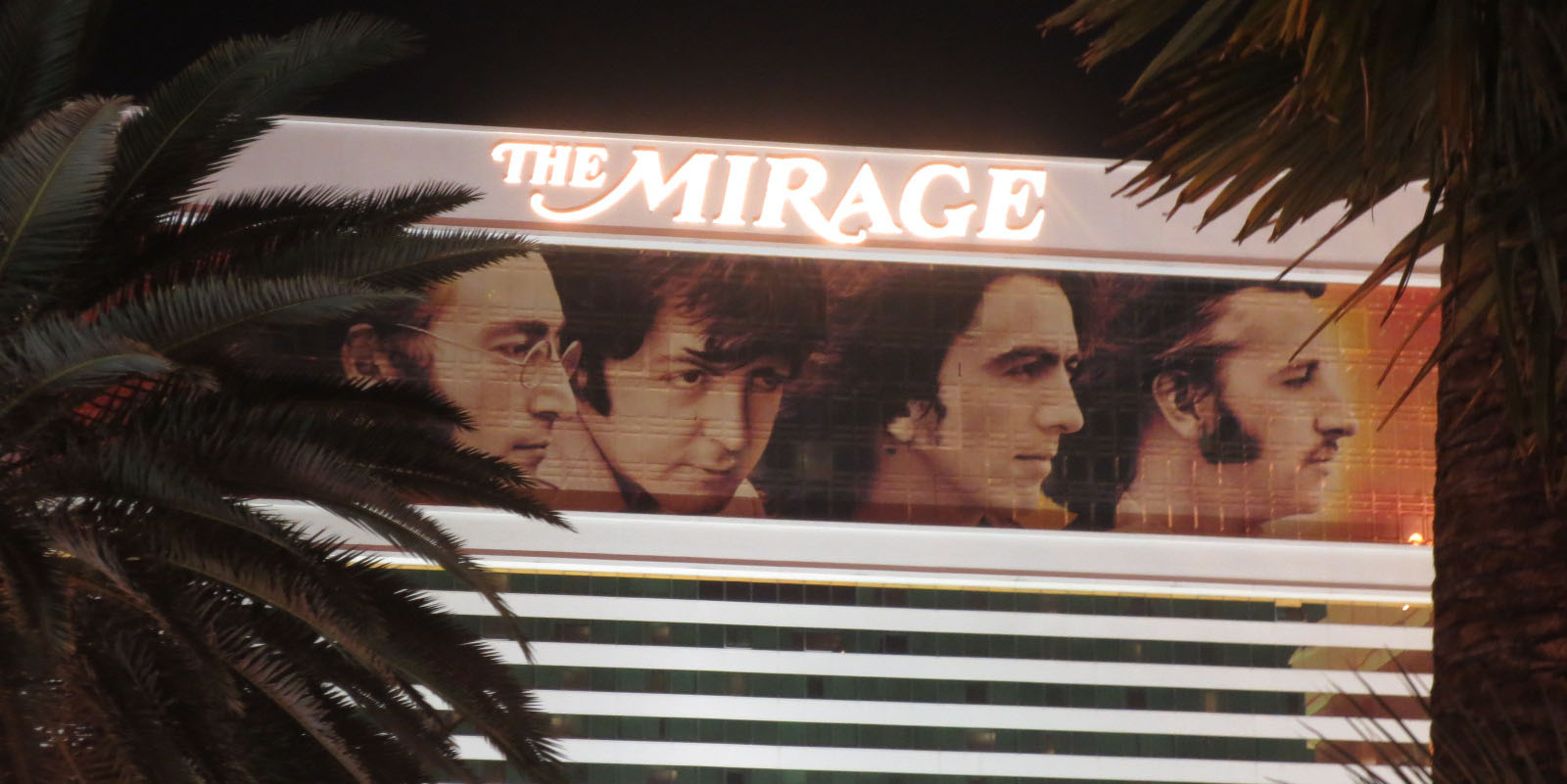
The Beatles au sommet du palace The Mirage de Las Vegas, en 2016.

Les enregistrements de John Lennon se trouvaient sur des cassettes audio.

Comme pour la première chanson du projet, c'est Jeff Lynne, invité par George Harrison, qui joue le rôle de producteur. Cette fois secondé de Marc Mann (en), un ingénieur de son et spécialiste en informatique, ils effectuent un transfert vers l'ordinateur des deux autres démos, Now and Then et Real Love, utilisant un tout nouveau logiciel, Sound Designer II de Digidesign (en). Ils passent près d'une semaine à restaurer l'enregistrement de cette dernière qu'ils considèrent être le choix idéal comme seconde nouvelle chanson du groupe après Free as a Bird. Lynne doit s'envoler bientôt vers Londres pour montrer le fruit de leur travail alors Mann ne peut pas correctement restaurer Now and Then; seul le tempo sera ajusté. Comme Lennon n'utilise pas de métronome, chaque vers et chaque partie de piano seul sont placés dans leurs propres fichiers et synchronisés manuellement sur une piste rythmique (en). Mais cet enregistrement possède sensiblement les mêmes défauts, un sifflement de bande (en) et un bourdonnement de 60 hz, entre autres, et ces ajustements prennent beaucoup de temps à effectuer. La chanson sera tout de même présentée aux Beatles, sachant que le résultat est bien en deçà des attentes. Le lendemain, Lynne décolle avec la cassette d'origine, le ruban 24 pistes de deux pouces transféré de l'ordinateur et un transfert mixé sur cassette DAT.
Le 1er février 1995, l'ingénieur de son Steve Orchard et ses assistants du studio The Mill, qui n'est pas encore équipé d'une technologie numérique, effectuent le transfert de la copie DAT des deux chansons vers le magnétophone 24 pistes Studer A800 en y rajoutant à chacune des nouvelles pistes rythmiques. Le lendemain, contre toute attente, le trio choisi de s'attaquer à Now and Then. Lynne ajoute une piste de boîte à rythmes de LinnDrum sur laquelle Ringo Starr rajoute quelques fills de batterie. McCartney et Harrison rajoutent de la guitare acoustique, le premier sur sa Martin D28 et le second une Gibson J-185. Les deux instruments ont le capo sur la deuxième frette car la hauteur du son n'avait pas été encore modifiée par Mann. Harrison effectue ses deux prestations de guitare électrique à même la salle de contrôle. McCartney reprend la partition de piano, complète le vers « Well, we will know for sure / That I will… » avec les mots « …love you » et double la voix de Lennon. Il utilise aussi un synthétiseur Oberheim B-X afin de créer un amalgame sonore de piano électrique Fender Rhodes et de cordes. Diverses percussions de tambourin et de shakers sont ensuite enregistrées. À ce stade-ci, le pont incomplet fait toujours partie de la chanson. Toutefois, après une ou deux journées, le travail est abandonné car Harrison est insatisfait de sa piètre qualité sonore; le piano est trop fort par rapport à la voix en plus de contenir des bruits de fond, tel que le son d'une télévision et le bourdonnement constant. Le 10 février suivant, le groupe débute le travail sur Real Love qui sera placée en ouverture d'Anthology 2.
Jusqu'en avril 1996, il est encore prévu de terminer cette troisième piste. Jeff Lynne effectue quelques tentatives d'orchestrations et Marc Mann passe, cette fois, près d'un mois à restaurer la bande. À la fin avril, ou possiblement au début mai, Paul McCartney communique avec le producteur, lui annonçant que le projet de compléter la chanson est définitivement abandonné. D'après le biographe Peter Doggett, afin d'avoir une nouvelle chanson du groupe en ouverture de chacun des trois volumes de la collection, une collaboration McCartney/Harrison intitulée All for Love est abordée mais n'aboutit pas. Une relecture de la chanson Let It Be est même envisagée mais un des trois s'y oppose. Habituellement, les Beatles ont pris leurs décisions à l'unanimité, l'un des quatre pouvant opposer son veto. Aucune « nouvelle » chanson ne sera donc placée sur Anthology 3,.
En 2005, sous le titre I Don’t Want To Lose You, la chanson Now and Then sera entendue dans le spectacle de Broadway intitulé Lennon (en). À partir de cette même année, des rumeurs ont circulé, alimentées par des déclarations de McCartney, comme quoi les deux Beatles survivants entreprendraient de terminer cette chanson inédite, utilisant des enregistrements de guitare tirés des archives de Harrison, mort quatre ans plus tôt.
Lors d'une interview avec Martha Kearney (en) à l'émission Today (en) de la BBC Radio 4 diffusée le 13 juin 2023, discutant surtout de son beau-livre de photographies 1964: Eyes of the Storm (en), et décliné en une exposition au National Portrait Gallery de Londres, Paul McCartney mentionne tout bonnement qu'une nouvelle chanson des Beatles a été achevée à partir d'un enregistrement de démonstration de Lennon, tiré d'une « petite cassette bancale » (« a ropey little bit of cassette »), duquel la voix de son ex-collègue a été isolée grâce à l'intelligence artificielle. Le 7 juillet suivant, lors de sa célébration annuelle « Peace & Love » du jour de son anniversaire, Ringo Starr sous-entend que c'est bien Now and Then qui sera publiée durant l'année, la qualifiant de « notre dernière chanson ». L'identité de la chanson devient alors le secret le moins bien gardé du rock.

## Enregistrement
De fait, McCartney a toujours eu l'intention de compléter cette chanson. Plusieurs fois au cours des années, il sort cet enregistrement du « placard » afin de se faire une idée sur les arrangements. Après la sortie de son album McCartney III, enregistré durant son « rockdown », c'est-à-dire sa période d'isolement durant la pandémie de Covid-19, il décide de tenter de la finaliser. Le 1er février 2021, vingt-six ans jour pour jour après le début du travail en groupe sur cette chanson, il se remet à la tâche. Avec Waves Soundshifter, il abaisse l'enregistrement d'un demi-ton, ce qui semble lui donner une atmosphère correcte, la suite d'accords de l'introduction déjà laissée de côté et, sachant que souvent durant les séances des Beatles, une partie pouvait être modifiée ou même coupée si elle était boiteuse ou hors de propos, il coupe le pont en mi majeur qui lui semblait maladroit. Le lendemain, utilisant un amplificateur d'époque Vox AC30, il rajoute le solo de guitare slide avec une ancienne lap steel de Rickenbacker dans le style de Harrison sur une section en la mineur déjà existante de l'enregistrement de Lennon. Ensuite, le solo est rénregistré après un passage dans une cabine Leslie et des pédales d'effets pour ensuite être réenregistré de nouveau avec d'autres pédales au travers d'un amplificateur Marshall. Paul rajoute une partition de clavecin électrique Baldwin, le même qui a été utilisé sur Because en 1969. Après une longue pause, il refait sa ligne de basse avec sa célèbre Höfner le 9 juillet et le 12, ses parties vocales. Son décompte du début, enregistré en 1995, est conservé, de même que le commentaire de Harrison sur la finale. Toujours insatisfait de la prise vocale de Lennon, rattachée à la prestation de piano, il découvre le potentiel extraordinaire de la technologie de séparations des sons développée par l'équipe de Peter Jackson pour le documentaire The Beatles: Get Back et lui remet la cassette audio.
Début février 2022, Emile de la Rey de la Park Road Post Productions (en) fait analyser la démo par un algorithme d'intelligence artificielle afin de séparer la voix de Lennon du piano et des bruits de fond. Sean Lennon, le fils de John, explique : « Il y a toujours eu des moyens de « débruiter » les pistes [comme l'a fait Jeff Lynne en 1995], mais l'IA le fait mieux car elle apprend ce qu'est la voix et est capable de supprimer très précisément tout ce qui n'est pas la voix. ». Le 21 février, la piste vocale isolée est renvoyée au studio de Paul et mise en place sur le master de 1995 « et ça sonnait tout simplement fantastique »,
Le 7 mars, Giles Martin est recruté afin de finaliser production de la chanson. La voix maintenant isolée et sa qualité sonore améliorée, la démo, enregistrée par Lennon dans un rythme de 80 battements par minute est accélérée à 88 bpm, rendant l'atmosphère plus vivante et moins triste. La chanson maintient une mesure de 
 jusqu'à la coda où elle passe à 
 pour les dernières secondes. On envoie la chanson à Roccabella West, le studio de Ringo Starr à Los Angeles, afin que, le 9 avril, il enregistre sur son kit Leedy (en) Ludwig, datant de 1940, sa partie de batterie avec sa touche typique, éliminant toute trace du LinnDrum froid et trop précis. Il enregistre aussi des chœurs.
À la suggestion de Martin, la partie de synthétiseur, enregistrée en 1995, est éliminée, remplacée par un arrangement de cordes. Écrite par celui-ci, Ben Foster avec Paul McCartney (qui s'assure de respecter la guitare rythmique de Harrison), l'orchestration est effectuée le 1er mai aux studios Capitol à Los Angeles sous la supervision de ce dernier. Afin de préserver le secret de l'arrivée, dix-huit mois plus tard, d'un nouveau titre des Beatles, les musiciens croyaient faire l'orchestration d'une nouvelle chanson de McCartney, intitulée Give & Take. L'orchestre est composé de six violons, trois altos, trois violoncelles et d'une contrebasse. Plusieurs essais et variations sont tentés durant la séance.
Finalement, toujours à la suggestion de Martin, des extraits des chœurs tirés des enregistrements originaux des chansons Here, There and Everywhere, Eleanor Rigby et Because ont été intégrés à l'enregistrement, tel qu'il l'avait fait pour le projet Love du Cirque du Soleil, rehaussés par les nouveaux chœurs de McCartney et Starr. En juin, un mixage préliminaire est effectué par Spike Stent à Windmill Lane à Dublin. Celui-ci rend le son plus analogique que moderne, tentant de reconstituer une sonorité Beatles la plus authentique que possible.
Il était prévu que la chanson sortirait en octobre 2022 pour marquer le soixantième anniversaire de Love Me Do, le premier 45 tours du groupe. Malgré la qualité nettement améliorée du son de la voix de Lennon, Martin et McCartney sont convaincus qu'elle pourrait être encore meilleure. Ils numérisent de nouveau l'enregistrement à partir de la cassette mais le résultat reste insatisfaisant. Heureusement, la cassette audio d'origine est retrouvée et c'est la numérisation de cette première génération, « un signal vocal complet et cohérent » remis à Emile de la Rey, qui est entendue sur le master.

« La voilà, la voix de John, cristalline. C’est assez émouvant. Et nous jouons tous dessus, c’est un véritable enregistrement des Beatles. En 2023, travailler encore sur la musique des Beatles et être sur le point de sortir une nouvelle chanson […], je trouve que c’est quelque chose d'exaltant. »

— Paul McCartney
Enfin, le 4 juillet 2023, Spike Stent effectue le mixage définitif de la chanson sans avoir à cacher quoi que ce soit.

## Publication
Questionné sur la raison pour laquelle ce titre a enfin été complété, Starr répond, avec son humour habituel : « Je ne sais pas. Paul a dû avoir une journée pas trop chargée ! ». En revanche, Linda McCartney a déjà affirmé que les dernières paroles qu'aurait dites Lennon à son mari sont « Think about me every now and then, old friend » (« Pense à moi de temps à autre, mon vieil ami ») et que de ce fait, la chanson lui procure sûrement une forte émotion,.
Jusqu'en octobre 2023, ni la date de publication, ni les détails de la mise sur le marché n'ont été rendus publics. Interrogé au début de ce mois sur la raison du retard de publication, Ringo Starr déclare que la chanson aurait déjà dû être sortie. Now and Then étant finalisé trop tard pour célébrer la sortie de leur premier single, on jongle avec l'idée de créer une nouvelle collection des meilleurs succès, reprenant le titre de cette chanson, qui compilerait des chansons qui se démarquent aujourd'hui, à l'ère des téléchargements et du streaming, et de certains autres titres chers aux membres du « Apple Board », c'est-à-dire Paul, Ringo, Olivia et Yoko et Sean. Il est plutôt décidé d'intégrer la chanson dans un remixage marquant le 50e anniversaire de la sortie des compilations « Rouge » et « Bleu », une collection très populaire pour les amateurs du groupe de la tranche d'âge du producteur. Le 25 octobre, on publie sur le site Web The Beatles et les réseaux sociaux du groupe un GIF animé d'une simple cassette audio, accompagnée d'une offre d'abonnement, ce qui laissait présager une annonce imminente à propos de cette dernière chanson officielle.
Le lendemain, avec la même image cette fois avec le titre écrit sur la cassette de la main de Lennon, Apple Records annonce la parution de Now and Then pour le 2 novembre. Cette sortie survient donc vingt-sept ans après Real Love, publiée en 1996, celle-ci publiée vingt-six ans après Let It Be, le dernier single britannique du groupe. Ce single comprend aussi la version de Love Me Do du single mono originel, avec Ringo Starr à la batterie, démixé et remixé en stéréo modernisé. Il est offert en cassette audio (un clin d'œil à la démo d'origine du nouveau titre), en téléchargement, en CD single et en 45 tours vinyle double face A (disponible en différentes couleurs et de deux diamètres avec la pomme Granny Smith d'Apple sur la face de Now and Then et l'ancienne étiquette rouge de Parlophone sur l'autre). La pochette plutôt monochrome est l'œuvre de Ed Ruscha, le même artiste qui a créé la pochette de l'album McCartney III, avec, à l'endos, la photo d'une horloge de folk art, créée par l'artiste américaine Chris Giffin. Achetée par les Harrison en 1997 à Providence (Rhode Island), où leur fils Dhani étudiait à l'université Brown, l'horloge affichait une photo d'une famille anonyme de l'époque victorienne qui est remplacée, avec la permission de l'artiste, par un portrait des Beatles pris par Devo Hoffmann en 1963. Olivia Harrison raconte que cette sculpture était placée dans un bâtiment extérieur durant plus de vingt-cinq ans quand elle décide de l'exposer sur le manteau de sa cheminée. Le même jour, Paul McCartney téléphone pour lui demander son avis sur le projet de la nouvelle chanson. Abasourdie, en regardant le titre de la chanson écrite sur l'horloge, elle lui répond « Je pense que c'est Georgie qui dit que c'est OK. ». Elle dira plus tard : « S'il était ici aujourd'hui, Dhani et moi savons qu'il aurait rejoint de tout cœur Paul et Ringo pour terminer l'enregistrement ».

« C'était incroyablement touchant de les entendre travailler ensemble après toutes ces années depuis que papa est disparu. C’est la dernière chanson que mon père, Paul, George et Ringo ont pu composer ensemble. C’est comme une capsule temporelle où tout semble être à sa place. »

— Sean Ono Lennon
Conjointement à cette sortie, la réédition élargie de The Beatles 1962–1966 et 1967–1970, avec les remixages actualisés, est mise en vente le 10 novembre. Ces compilations des meilleurs succès contiennent maintenant trente-huit chansons, au lieu de vingt-six, pour le premier volume, et trente-sept, au lieu des vingt-huit, pour le second, dont Now and Then qui se retrouve en ouverture du troisième disque de la version vinyle ou en clôture de la version CD.
D'après Dhani Harrison en janvier 2025, une version de Free as a Bird a été remixée avec cette même technologie de séparation des sons. Real Love devrait, elle aussi, être remixée mais aucun détail de la mise en marché de ces deux titres n'a encore été dévoilé.

## Fiche technique
| 1. | Now and Then | Version originale par John Lennon, version Beatles par John Lennon, Paul McCartney, George Harrison et Ringo Starr | John Lennon, Paul McCartney | 4:08 |
| 2. | Love Me Do   | Lennon/McCartney                                                                                                   | John Lennon, Paul McCartney | 2:23 |

### Interprètes
- John Lennon : chant, chœurs (sample)
- Paul McCartney : chant, piano, guitare acoustique, basse, solo de guitare slide, clavecin électrique, maracas, chœurs
- George Harrison : guitare acoustique, guitare électrique, chœurs (sample)
- Ringo Starr : batterie, tambourin, maracas, chœurs

Orchestre
- Caroline Buckman[n 12], Drew Forde, Ayvren Harrison et Linnea Powell - altos
- Mike Valerio : contrebasse
- Charlie Bisharat, Andrew Bulbrook, Neel Hammond, Songa Lee, Serena McKinney et Adrianne Pope : violons
- Hillary Smith, Mia Barcia-Colombo et Giovanna Clayton : violoncelles
- Jérôme Leroy : chef d'orchestre

### Production
- Producteurs : Giles Martin, Paul McCartney (Jeff Lynne - 1995)
- Orchestration : Paul McCartney, Giles Martin et Ben Foster
- Démixage : Emile de la Rey
- Ingénieurs de son : Steve Orchard, Greg McAllister, Keith Smith (The Mill), Bruce Sugar (Roccabella West), Steve Genewick, Chandler Harrod (Capitol Studio) (Marc Mann (en) - 1995)
- Mixage : Spike Stent

## Court documentaire et clip vidéo
Toujours le 26 octobre, une bande-annonce, sur la chaine YouTube des Beatles, annonce la sortie d'un documentaire de douze minutes, intitulé Now and Then – The Last Beatles Song, expliquant les événements qui ont permis la réalisation de cette ultime chanson. Écrit et réalisé par Oliver Murray, il est secondé du monteur Jonny Halifax. On peut y voir des images d'époque et contemporaines. Afin d'avoir une trame narrative, il décide de simplement faire des interview audio, seul avec Paul, Ringo et Sean Ono Lennon pour conserver une intimité et les mettre à leur aise en plus d'utiliser des commentaires de George tirés des archives. Des commentaires de Peter Jackson et des images du réalisateur et de son équipe en action sont aussi intégrées. Les images tournées au studio de McCartney sont de Murray, celles de Starr sont prises par son propre cinématographe, Brent Carpenter, et les images tournées en 1995 sont du réalisateur Geoff Wonfor. La musique d'ambiance est composée par Paul Englishby (en). Il a été possible de visionner ce court documentaire sur la plate-forme Disney+ à partir du 1er novembre jusqu'au au 1er février. Comme le clip vidéo, il demeure disponible en ligne sur YouTube.
Le clip vidéo, réalisé par Peter Jackson et mis en ligne le 3 novembre, soit le lendemain de la sortie de la chanson, mêle des images des années 1960, 1970 et 1990 à des prises de vues actuelles. Questionné à ce sujet, le réalisateur de la trilogie du Seigneur des Anneaux s'est dit intimidé par la perspective de mettre en images la dernière chanson de ce groupe mythique, surtout qu'il n'avait jamais réalisé de vidéoclip auparavant. Le fait qu'il semblait n'y avoir que peu d'images inédites des Beatles dans les années 1960 ou de Lennon datant de l'époque où la démo a été enregistrée, presque aucune séquence filmée inédite des séances de travail du trio sur Now and Then en 1995 et aucune séquence montrant McCartney ou Starr lors des séances de 2022 mettait Jackson dans l'embarras. Alors, les deux musiciens lui ont envoyé des séquences d'eux-mêmes reprenant leur prestation à la basse et à la batterie et chantant les chœurs, l'enregistrement de l'orchestration a été filmée et Apple Records a trouvé dans ses archives près de quatorze heures d'images inédites, effectuées par Geoff Wonfor, le réalisateur du documentaire Anthology, dont plusieurs tournées lors des séances de travail sur cette chanson. Sean Lennon et la veuve de Harrison, Olivia, lui ont fait parvenir des images amateur filmées à leurs domicile respectifs. Jackson explique que la séquence de Lennon regardant le coucher de soleil, au début de la vidéo, est tirée d'une simple photo du musicien et de son fils, prise par Nishi F. Saimaru en juin 1977 à bord du ferry vers le Nine Dragon Island à Hong Kong, couplée à des images d'un coucher néo-zélandais tournées par son équipe, le tout édité avec des effets spéciaux numériques afin de simuler un mouvement de la tête. Visible sur le mur du studio de Paul McCartney dans le court documentaire, une membrane de grosse caisse affichant Suzy and the Red Stripes a été remplacée avec des effets spéciaux numériques par une autre, aujourd'hui disparue. On y a reproduit la membrane rouge avec les mots « Love » et « The Beatles » en lettres cursives peintes en jaune qui avait été créée pour le film Magical Mystery Tour,. Des images d'une ciné-caméra diffusées ici pour la première fois, les plus anciennes du groupe, les membres vêtus de cuir en spectacle dans la salle paroissiale d'une église à Birkenhead dans le Merseyside en février 1962, lui ont été offertes par la famille de Pete Best, le premier batteur du groupe, bien que celui-ci ne soit pas visible dans le film d'origine, caché par un spectateur.
Le réalisateur et son monteur, Jabez Olssen, ont donc pu créer « un court métrage […] poignant et humoristique », utilisant, entre autres, des séquences du film promotionnel de Hello, Goodbye effectuées au théâtre Saville (en) de Londres en 1967, intégrés aux séquences tournées en 1995, 2022 et 2023. On y voit aussi des prises de vues de Lennon filmées à New York en 1974 (utilisées en 2003 pour le vidéoclip de la chanson Mind Games), et dans une boutique d'équipements électroniques au Japon en 1979. Vus à plusieurs reprises tout au long du clip, les Beatles apparaissent en finale effectuant leur révérence, tourné au théâtre Ardwick en 1963 pour le film A Hard Day's Night, et disparaissent en fondu dans le décor maintenant vide.
En moins de quinze minutes, la vidéo a été visionnée sur YouTube par 60 000 personnes et à la fin de la journée, plus de 2,1 millions de vues ont été effectuées.
Le 2 novembre 2024, pour commémorer le premier anniversaire de sa sortie, Apple met en ligne un lyric video de la chanson avec comme seule image, la cassette utilisée pour la mise en marché sur laquelle les paroles, calquant la graphie de Lennon, apparaissent. Des animations d'un œil, de lignes, de formes géométriques et de mains qui se serrent sont vues lors des parties instrumentales.

## Réception
Dans les dernières années, des logiciels qui reproduisent la tonalité de la voix de chanteurs ou la sonorité de groupes, disparus ou actuels, ont permis l'apparition, sur Internet, de plusieurs œuvres factices. À l'annonce que l'intelligence artificielle a été utilisée pour réaliser cette chanson, une rumeur a couru voulant que la voix de John Lennon aurait été reconstituée avec l'aide d'un tel logiciel. Plusieurs médias ont même rapporté cette fausseté. Paul McCartney a dû tweeter pour réitérer ses propos qui décrivaient le rôle de l'ordinateur, utilisé uniquement pour améliorer la qualité de l'enregistrement et non pour recréer des sons artificiels. « Paul et moi n'aurions pas fait ça », renchérit le batteur, « c'est une belle chanson et une belle façon de fermer enfin cette porte ».
Le critique musical Alexis Petridis (en) du Guardian qualifie le titre de « réussite qualifiée » lui accordant quatre étoiles sur cinq, une étoile de moins que Neil McCormick du Telegraph. The Times et The New York Post s'accordent à dire que le geste était noble mais le résultat n'est pas un classique du groupe, tandis que The Independent et The Irish Times lui accordent une note parfaite.
À sa sortie, la chanson a aussitôt atteint la première position du Digital Song Sales chart de Billboard, qui compile le nombre de téléchargements aux États-Unis. Elle a atteint la 7e position du Billboard Hot 100 mais plonge à la 76e la semaine suivante. Elle atteint tout de même la seconde place du Hot Rock & Alternative Songs (en) et la première position du Adult Alternative Airplay (en) de ce palmarès américain. Avec seulement dix heures restantes pour la compilation de la semaine du UK Singles Chart, elle se place déjà à la 42e position pour atteindre la première place la semaine suivante. Le groupe comble donc, cinquante-quatre ans après The Ballad of John and Yoko, éclipsant ainsi le record de quarante-quatre ans tenu par Kate Bush avec sa chanson Running Up that Hill en 2022 après Wuthering Heights, la plus longue attente d'un même artiste pour atteindre cette première position. La chanson se maintient dans le top 10 jusqu'à sa troisième semaine.
La chanson a atteint plusieurs autres plateaux :
- Au Royaume-Uni, c'est la 18e chanson #1 du groupe, le meilleur démarrage de l'année et, depuis 2014, la plus grosse première semaine en vente physique avec 38 000 copies, dont 19 400 en format vinyle.
- En France, 4 781 achats physiques, ce qui la place aussitôt à la 14e position[58].
- En date de la première semaine de janvier 2024, elle a passé neuf semaines dans la liste Hot Rock & Alternative Songs (en) et dans la Adult Alternative Airplay (en), la plus longue présence pour une chanson du groupe[59].
- En streaming:
  - Le jour de sa sortie, on dénombre plus de cinq millions d'écoutes sur YouTube et des millions d'autres fois sur les plates-formes de streaming[45].
  - La chanson des Beatles la plus écoutée en une semaine au Royaume-Uni, avec 5,03 millions de clics, contre seulement 1,05 million pour Here Comes The Sun en 2021.
  - Aux États-Unis, 11 millions de streams avec 73 000 achats physiques. Les Beatles deviennent donc le groupe qui a classé le plus de chansons dans le top 10 américain, avec 35, et aussi dans tout le classement, avec 72.
  - En France, elle atteint la 14e position du Top Singles avec 1,4 million d'équivalents stream, dont 592 000 écoutes véritables.
  - Dans le monde sur Spotify, 14,8 millions de stream en une semaine[58].

Le 2 février 2025, Now and Then est en lice pour deux prix de la 67e cérémonie des Grammy Awards,. La chanson remporte le meilleure prestation rock, acceptée par Sean Ono Lennon, sans réussir à mettre la main sur celui de la chanson de l'année, remporté par Kendrick Lamar. C'est la première fois de l'histoire de cette compétition qu'une chanson utilisant l'intelligence artificielle est gagnante d'un prix. Un court film pour remercier les fans a été publié les jours suivant cette victoire. La cérémonie marque le retour de la prétendue rivalité avec les Rolling Stones qui remportent le Grammy Award du meilleur album Rock pour Hackney Diamonds sorti également en 2023 (sur laquelle Paul McCartney joue de la basse sur une chanson).
Now and Then se voit aussi attribuer nomination pour la chanson de l'année aux BRIT Awards remis le 1er mars 2025.

## Classements
| Date | Single       | Chart                   | Durée du classement | Position |
| ---- | ------------ | ----------------------- | ------------------- | -------- |
| 2023 | Now and Then | UK Singles Chart        | 9                   | 1re      |
| 2023 | Now and Then | Single Top 100          | 4                   | 1re      |
| 2023 | Now and Then | Single Top 100          | 4                   | 1re      |
| 2023 | Now and Then | Schweizer Hitparade     | 4                   | 2e       |
| 2023 | Now and Then | ARIA Charts             | 1                   | 6e       |
| 2023 | Now and Then | Hot 100                 | 2                   | 7e       |
| 2023 | Now and Then | Sverigetopplistan       | 2                   | 8e       |
| 2023 | Now and Then | Canadian Hot 100        | 2                   | 10e      |
| 2023 | Now and Then | Top 100                 | 2                   | 14e      |
| 2023 | Now and Then | (V) Ultratop            | 2                   | 15e      |
| 2023 | Now and Then | Japan Hot 100           | 3                   | 30e      |
| 2023 | Now and Then | Suomen virallinen lista | 1                   | 47e      |

## Versionlive
Lors de la partie sud-américaine de sa tournée Got Back (en), pour la première fois le 1er octobre 2024 au Stade Centenario à Montevideo en Uruguay, Paul McCartney rajoute la chanson Now and Then à son répertoire. Un montage de séquences d'archives des Beatles, dont des images tirées du vidéoclip de Peter Jackson et plusieurs inédites, sont projetées à l'écran. Elle devient la 19e chanson sur les trente-sept jouées, placée juste avant Here Today, sa chanson hommage à son collègue disparu.

## Culture populaire
La chanson est entendue dans le film Argylle de Matthew Vaughn, sorti en janvier 2024. À la recherche d'une chanson romantique pour une scène du film, le réalisateur discute avec son directeur musical, nul autre que Giles Martin, qui lui propose la dernière chanson des Beatles bien avant que son existence ne soit connue du grand public.